# Jonathan Majors
Jonathan Majors (Lompoc, 7 de setembro de 1989) é um ator estadunidense. Ele ganhou destaque após estrelar o longa-metragem independente The Last Black Man in San Francisco (2019). Em 2020, ele ganhou mais destaque por interpretar Atticus Freeman na série de televisão da HBO Lovecraft Country e foi escalado como Kang, o Conquistador no filme Homem-Formiga e a Vespa: Quantumania (2023). Em 2021, apareceu como uma variante de Kang denominada "Aquele Que Permanece", na série do Disney+, Loki.
Em 18 de dezembro de 2023, o ator foi considerado culpado em julgamento por agressão imprudente de terceiro grau e assédio contra a ex-namorada, Grace Jabbari. Algumas horas depois da decisão, a Marvel demitiu o ator, que não vai mais participar de produções do estúdio como o vilão Kang.
Em 8 de abril de 2024, o ator foi condenado a 1 ano de aconselhamento doméstico por agressão. Ele deverá passar por um programa sobre violência doméstica, ao longo de 52 semanas, após ser considerado culpado em um caso envolvendo sua ex-namorada, Grace Jabbari.

## Filmografia

### Filmes
| Ano  | Título                              | Papel                  | Notas |
| ---- | ----------------------------------- | ---------------------- | ----- |
| 2017 | Hostiles                            | Corporal Henry Woodson |       |
| 2018 | White Boy Rick                      | Johnny "Lil Man" Curry |       |
| 2018 | Out of Blue                         | Duncan J. Reynolds     |       |
| 2019 | The Last Black Man in San Francisco | Montgomery Allen       |       |
| 2019 | Captive State                       | Rafe Drummond          |       |
| 2019 | Gully                               | Greg                   |       |
| 2019 | Jungleland                          | Pepper                 |       |
| 2020 | Da 5 Bloods                         | David                  |       |
| 2021 | The Harder They Fall                | Nat Love               |       |
| 2022 | Devotion                            | Jesse Brown            |       |
| 2023 | Ant-Man and The Wasp: Quantumania   | Kang, O Conquistador   |       |
| 2023 | Creed III                           | Anderson Dame          |       |
| 2023 | Magazine Dreams                     | Killian Maddox         |       |

### Televisão
| Ano  | Título            | Papel                | Notas                             |
| ---- | ----------------- | -------------------- | --------------------------------- |
| 2017 | When We Rise      | Ken Jones jovem      | 4 episódios                       |
| 2020 | Lovecraft Country | Atticus Freeman      | Papel principal                   |
| 2021 | Loki              | Aquele Que Permanece | Episódio: "For All Time. Always." |